# Кубок Данії з футболу 2009—2010
Кубок Данії з футболу 2009–2010 — 56-й розіграш кубкового футбольного турніру в Данії. Титул вперше здобув Норшелланн.

## Календар
| Раунд        | Дата                       | Матчі | Клуби    |
| ------------ | -------------------------- | ----- | -------- |
| Перший раунд | 8-13 серпня 2009           | 47    | 107 → 60 |
| Другий раунд | 26 серпня - 9 вересня 2009 | 28    | 60 → 32  |
| 1/16 фіналу  | 16 вересня - 1 жовтня 2009 | 16    | 32 → 16  |
| 1/8 фіналу   | 21-29 жовтня 2009          | 8     | 16 → 8   |
| 1/4 фіналу   | 8 квітня 2010              | 4     | 8 → 4    |
| 1/2 фіналу   | 21-22/28-29 квітня 2010    | 4     | 4 → 2    |
| Фінал        | 13 травня 2010             | 1     | 2 → 1    |

## 1/16 фіналу
| Команда 1        | Рахунок      | Команда 2    |
| ---------------- | ------------ | ------------ |
| 16 вересня 2009  |              |              |
| Бреншей (3)      | 1:3          | Мідтьюлланн  |
| 23 вересня 2009  |              |              |
| Блокхус (3)      | 0:2          | Брондбю      |
| Твед (5)         | 0:2          | ГБ Кеге      |
| Орхус Фремад (3) | 0:0 пен. 3:4 | Брабранд (2) |
| Рішой (4)        | 0:4          | Віборг (2)   |
| Фредріксберг (4) | 0:4          | Вайле (2)    |
| Аллеред (3)      | 0:2          | Хобро (3)    |
| АІК 65 (7)       | 5:4          | Торнбю (6)   |
| Ваєн (6)         | 0:9          | Раннерс      |
| Марстал/Різе (5) | 1:3          | Сількеборг   |
| Еліт 3000 (4)    | 1:2          | Копенгаген   |
| Академіск БК (2) | 1:4          | Норшелланн   |
| Геллеруп (3)     | 2:4          | Сеннер'юск   |
| Тістед (2)       | 0:3          | Ольборг      |
| Фредерісія (2)   | 3:5          | Оденсе       |
| 1 жовтня 2009    |              |              |
| Люнгбю (2)       | 1:2          | Есб'єрг      |

## 1/8 фіналу
| Команда 1      | Рахунок | Команда 2   |
| -------------- | ------- | ----------- |
| 21 жовтня 2009 |         |             |
| Брабранд (2)   | 0:2     | ГБ Кеге     |
| АІК 65 (7)     | 1:5     | Норшелланн  |
| 27 жовтня 2009 |         |             |
| Раннерс        | 1:2     | Оденсе      |
| 28 жовтня 2009 |         |             |
| Вайле (2)      | 1:0     | Брондбю     |
| Віборг (2)     | 1:3     | Сількеборг  |
| Есб'єрг        | 0:5     | Мідтьюлланн |
| 29 жовтня 2009 |         |             |
| Сеннер'юск     | 5:0     | Копенгаген  |
| Хобро (3)      | 2:1     | Ольборг     |

## 1/4 фіналу
| Команда 1     | Рахунок | Команда 2   |
| ------------- | ------- | ----------- |
| 8 квітня 2010 |         |             |
| ГБ Кеге       | 1:3     | Оденсе      |
| Сількеборг    | 1:3 дч  | Норшелланн  |
| Вайле (2)     | 2:1     | Сеннер'юск  |
| Хобро (3)     | 1:2     | Мідтьюлланн |

## 1/2 фіналу
| Команда 1         | Заг. | Команда 2 | 1-й матч | 2-й матч |
| ----------------- | ---- | --------- | -------- | -------- |
| 21/29 квітня 2010 |      |           |          |          |
| Мідтьюлланн       | 4:2  | Оденсе    | 2:0      | 2:2 дч   |
| 22/28 квітня 2010 |      |           |          |          |
| Норшелланн        | 4:0  | Вайле (2) | 2:0      | 2:0      |

## Фінал
| 13 травня 2010 18:00 (EEST) |

| Норшелланн               | 2:0 дч   | Мідтьюлланн |
| ------------------------ | -------- | ----------- |
| Стокгольм 97' Фетай 106' | Протокол |             |

| Паркен, Копенгаген Глядачів: 18 856 Арбітр: Ніколай Воллкварц |